# Marazion

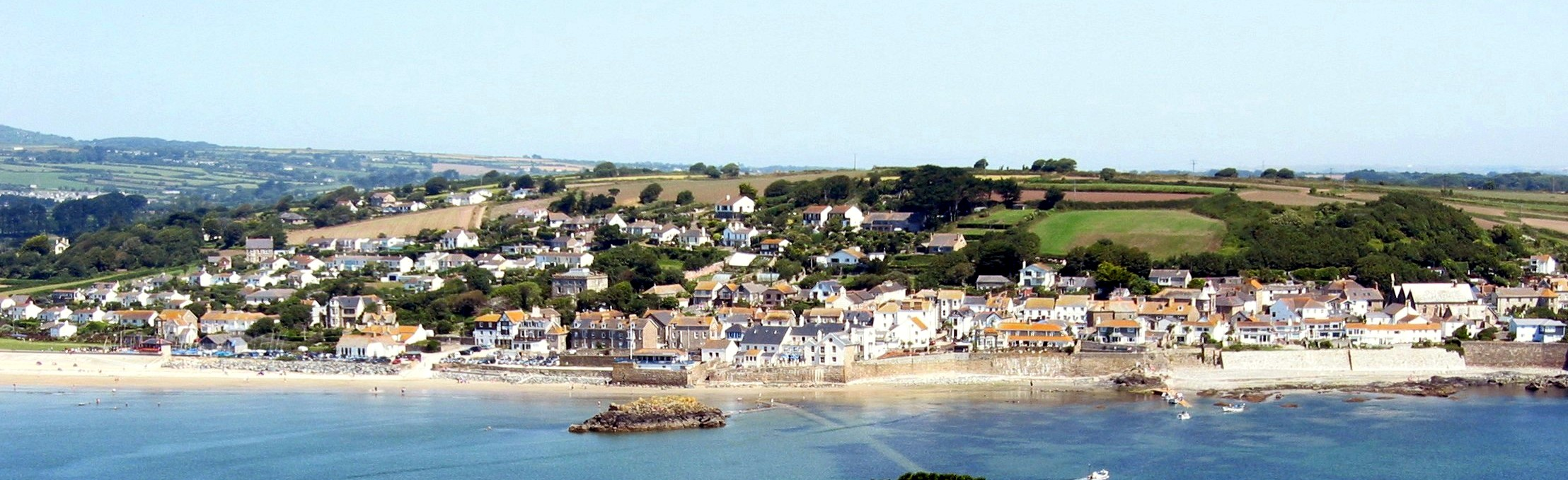
Widok na miasto z St. Michael’s Mount

Marazion (korn. Marghasyow) – miasto w Anglii w Kornwalii, położone w pobliżu Penzance nad kanałem La Manche. W pobliżu miasta znajduje się wrzosowisko Marazion Moor, miejsce zainteresowania naukowego.

## Nazwa
Nazwa miejscowości pochodzi od kornijskiego zwrotu Marghas Byghan, co oznacza „mały targ”. W niewielkiej odległości od miasta znajduje się wyspa St Michael’s Mount.

## Historia
Miasto, które istniało już w czasach rzymskich pod nazwą Ictis rości sobie prawo do statusu najstarszego miasta w Anglii, choć kilka innych, jak Thatcham, Colchester, który pojawia się w zapisach Pliniusza Starszego, Abingdon pretendują do tego tytułu. Miasto otrzymało przywilej czwartkowego targu wraz z otrzymaniem tych ziem wraz z St Michael’s Mount przez Roberta de Mortaina, brata Wilhelma Zdobywcy. Pierwsza wzmianka o targu w tym miejscu pochodzi z r. 1070. W r. 1257 otrzymał przywileje z rąk Henryka III, jako pierwsze miasto w Kornwalii.